# 頭帶棘環海龍
頭帶棘環海龍（学名：Maroubra yasudai），為輻鰭魚綱棘背魚目海龍魚科的其中一種，分布於西北太平洋的日本本州海域，棲息深度28-30公尺，體長可達16.1公分，棲息在岩石縫隙或洞穴中，卵胎生。